# Aeroportul Osborne Mine
Aeroportul Osborne Mine (IATA: OSO, ICAO: YOSB) este un aeroport din Queensland, Australia ce deservește zona Osborne Mine⁠(d).
Situat la o altitudine de 280 m, aeroportul dispune de o singură pistă. Este operat de Ivanhoe Mines⁠(d).